# Tamuín
Tamuin är en ort i Mexiko.   Den ligger i kommunen Tamuín och delstaten San Luis Potosí, i den centrala delen av landet, 290 km norr om huvudstaden Mexico City. Tamuin ligger 27 meter över havet och antalet invånare är 14 748.
Terrängen runt Tamuin är mycket platt. Runt Tamuin är det ganska glesbefolkat, med 25 invånare per kvadratkilometer. Tamuin är det största samhället i trakten. Omgivningarna runt Tamuin är en mosaik av jordbruksmark och naturlig växtlighet.